# Pedro César Ansa Araiz
Pedro César Ansa ha estat un destacat jugador de bàsquet català de les dècades dels 70 i 80.

## Història
Pedro César Ansa Araiz (conegut amb el sobrenom de Perico Ansa) va néixer a Barcelona el 6 d'abril de 1957. Fa 1,92 metres i jugava d'aler. Entre les seves millors característiques destacava, un bon tir exterior, una gran rapidesa per a córrer al contra-atac i penetrar a cistella, així com per la seva capacitat defensiva.
La major part de la seva carrera va transcórrer al FC Barcelona, on hi va militar deu temporades, entre 1975 i 1985. Va conquistar diversos títols entre els quals destaquen un Mundial de Clubs de Bàsquet, una Recopa d'Europa, dues Lligues espanyoles i sis Copes del Rei. Va acabar la seva carrera esportiva al Cajamadrid, retirant-se el 1988. Va ser internacional amb la selecció espanyola júnior i 20 vegades internacional amb la selecció d'Espanya absoluta.

## Trajectòria esportiva
- FC Barcelona: 1975-1985
- Cajamadrid: 1985-1988

## Palmarès
- 1 Mundial de Clubs de Bàsquet: (1985)
- 1 Recopa d'Europa de bàsquet: (1984-85)
- 2 Lligues espanyoles: (1980-81 i 1982-83)
- 6 Copes d'Espanya: (1977-78, 1978-79, 1979-80, 1980-81, 1981-82 i 1982-83)
- 1 Medalla de Bronze a l'Eurobasket Júnior de 1976